# Threesome (serie de televisión)
Threesome es una serie de televisión cómica escrita por Tom MacRae y protagonizada por Stephen Wight, Amy Huberman y Emun Elliott. La historia gira en torno a tres amigos: Alice, Mitch y Richie, que al regresar a casa una noche tras celebrar el cumpleaños de Alice acaban realizando un trío, que resulta en ella quedándose embarazada. En lugar de abortar, los tres amigos deciden criar juntos al bebé.
Debido al éxito de la temporada 1, la serie fue renovada por una segunda temporada.
En España se estrenó el 14 de septiembre de 2012 en el canal Cosmopolitan TV.

## Sinopsis
Cuando Alice comienza a inquietarse la noche antes de cumplir los treinta decide demostrarle a todo el mundo que ella no es una chica aburrida y que sigue sabiendo cómo pasárselo bien. Junto con su novio Mitch y el compañero de piso gay de ambos, Ritchie, deciden vivir una noche desenfrenada y experimentar todo aquello que les queda por hacer, como por ejemplo… un trío.
Sin embargo, al descubrir Alice que está embarazada las cosas cambian radicalmente para los tres. En un principio Alice decide no tener el hijo, porque ella y Mitch tienen claro que no están preparados para ser padres, pero al intervenir Ritchie en la decisión se dan cuenta de que los tres juntos sí que son capaces de criar al niño. 
Lo que no saben es que aún hay una última sorpresa que no esperaban…

## Personajes y reparto
- Alice Heston (Amy Huberman) – es una chica apasionada, atrevida, fabulosa y decidida, y forma junto a Richie la mejor relación posible entre una mujer heterosexual y un hombre gay. Fue Richie quien se la presentó a Mitch - organizándoles una cita a ciegas que resultó ser un completo desastre. A pesar de todo la pareja salió adelante y conoció al hombre con el que algún día se casará.

- Mitch Ennis (Stephen Wight) – el hermano de Mitch falleció en un accidente hace cuatro años, y Richie - por aquel entonces un camarero - acabó trabajando por casualidad en el velatorio. A pesar de las trágicas circunstancias, ambos acabaron convirtiéndose en sus mejores amigos a la semana siguiente. Entonces Richie presentó a Mitch a su amiga Alice y todo acabó en un final sorprendentemente feliz. De hecho es algo habitual en Mitch el que siempre saque algo positivo en las circunstancias más desfavorables.

- Richie Valentine (Emun Elliott) – tiene mala suerte en el amor y una suerte excepcionalmente buena en la cama. Hace cuatro años Sandwich Harry, el hombre con el que pensó que pasaría el resto de su vida, le rompió el corazón. Desde aquel día ha desarrollado un miedo al compromiso pero una constante atracción a otros hombres. A pesar de su atractivo, tiene miedo de que nunca será capaz de volverse a enamorar. Conoció a su mejor amiga Alice en la universidad y desde el primer día conectaron. Cuando Mitch y Alice empezaron a salir, se convirtieron en un trío inseparable.

## Episodios
| Temporada | Número de episodios |
| --------- | ------------------- |
| Primera   | 7                   |
| Segunda   | 7                   |